# Bahía de Corea
La bahía de Corea (en chino tradicional, 朝鮮灣; en chino simplificado, 朝鲜湾; pinyin, Cháoxiǎn Wān, (en hangul, 서조선만; en hanja, 西朝鮮灣)) es una bahía ubicada al norte del mar Amarillo, entre China y Corea del Norte, separada del mar de Bohai por la península de Liaodong.
Administrativamente, las costas de la bahía pertenecen: la parte oriental a la provincia china de Liaoning; y la parte occidental, a la Región administrativa especial de Sinŭiju y las provincias norcoreanas de P'yŏngan del Norte, P'yŏngan del Sur y Hwanghae del Sur.
El río Amnok (Yalu), que marca el límite entre China y Corea del Norte en este punto, desemboca en la bahía de Corea entre Dandong (China) y Sinŭiju (Corea del Norte).
- Datos: Q52059
- Multimedia: Korea Bay / Q52059